# Schwarzbrauner Kurzschröter
Der Schwarzbraune Kurzschröter, Kurzschröter oder auch Kurzhornschröter (Aesalus scarabaeoides) ist ein Käfer aus der Familie der Schröter (Lucanidae; gelegentlich auch als eigene Familie Kurzschröter, Aesalidae). Die Art ist der einzige Vertreter ihrer Gattung sowie der Unterfamilie Aesalinae in Mitteleuropa.

## Merkmale
Die Käfer erreichen eine Körperlänge von 5 bis 7 Millimetern und haben einen stark glänzenden, schwarzbraun gefärbten Körper. Im Vergleich zu anderen Schrötern besitzt er einen gedrungenen Körper, der dem der Erdkäfer (Trogidae) ähnelt.

## Vorkommen
Die Art ist von Mitteleuropa bis in die westliche Türkei verbreitet. Im Norden reicht die Verbreitung bis an die Nord- und Ostsee sowie nach Südschweden. Sie fehlt entsprechend auf den Britischen Inseln und dem Hauptteil von Skandinavien, außerdem südlich der Pyrenäen sowie in Westfrankreich, Dänemark und Griechenland. Der Käfer bevorzugt Laubwaldgebiete, vor allem Eichen-Buchen-Mischwälder, im Flachland und den Mittelgebirgen.

## Lebensweise
Die Larven entwickeln sich hauptsächlich in rotfaulem Holz von Eichen und seltener Buchen, die von außen noch hart sind und in dichten Gebüschen und an feuchten Stellen stehen. Weitere Nahrungspflanzen sind die Birke, die Süßkirsche sowie verschiedene Nadelbäume (Kiefern, Fichten, Tannen). Ihre Entwicklung dauert wahrscheinlich ein bis drei Jahre, die Verpuppung erfolgt im Holz. In ihren Nahrungs- und Bruthölzern bleiben in der Regel auch die Käfer in mehreren Generationen und regelmäßigen neuen Bruten.
Die Art ist in Mitteleuropa selten, sie ist in der Roten Liste gefährdeter Arten in Deutschland als „vom Aussterben bedroht“ (Kategorie 1) ausgewiesen, nur in Nordrhein-Westfalen gilt die Art als „stark gefährdet“ (Kategorie 2).

## Belege